# Hazenveld en Overwaard
Hazenveld en Overwaard is een buurt van IJsselstein, in de Nederlandse provincie Utrecht. De wijk heeft 835 inwoners (2023).. 
De buurt grenst met de klok mee aan IJsseloevers, Europakwartier, Rijpickerwaard en Nieuwpoort. De buurt is een relatief smalle strook tussen de Hollandse IJssel en de Utrechtseweg.

## Geschiedenis
De eerste grootschaligere bebouwing in de buurt ontstond aan het eind van de 19e eeuw toen er zich een steenfabriek vestigde. Aan het begin van de 20e eeuw vestigde zich er meer industrie.  Aan het eind van de 20e eeuw heeft de bedrijvigheid plaats gemaakt voor woningbouw. 
Stad: IJsselstein      Buurtschappen: Achtersloot · Klaphek · Knollemanshoek (deels)

Woonwijken: Centrum · Noord · West · Zuid

Woonbuurten: Binnenstad · Nieuwpoort · Groenvliet · Kasteelkwartier · Europakwartier · Oranjekwartier · IJsselveld-Oost · IJsselveld-West · IJsseloevers · Hazenveld en Overwaard · Panoven · De Hoven en De Boomgaard · De Tuinen · Het Hart · De Wereldsteden · De Rivieren · Het Staatse · Benschopperpoort en Het Podium · Achterveld-Zuid · Achterveld-West · Achterveld-Noord · Achterveld-Oost · Eiterse Waard · Landelijk gebied Noord · Landelijk gebied Zuid

Overige buurten: Rijpickerwaard · Paardenveld · Over Oudland · Industrieterrein Lage Dijk · Bedrijventerrein De Corridor
Utrecht · Plaatsen in de provincie      Nederland · Provincies · Gemeenten